# Robert Stewart, 2.º Marquês de Londonderry
Robert Stewart, 2.º Marquês de Londonberry KG GCH PC PC (Ire) (Dublin, 18 de junho de 1769 – North Cray, 12 de agosto de 1822), usualmente conhecido por seu título de cortesia Visconde Castlereagh, foi um político irlandês e britânico. Foi Secretário de Estado para Guerra e as Colónias e Secretário dos Negócios Estrangeiros de 1812 a 1822, sendo fundamental na formação da coalizão que derrotou Napoleão Bonaparte e foi o principal diplomata britânico no Congresso de Viena.

## Duelo com George Canning
En 1809, em plena Guerra Peninsular, George Canning conspirou para substituí-lo no cargo de Secretário de Estado para Guerras e as Colónias, após as tropas que Canning havia prometido enviar a Portugal, terem sido enviadas por Castlereagh para os Países Baixos. O governo permaneceu paralisado com esta disputa entre os dois. Portland, que ficara doente, prometeu secretamente a Canning, a seu pedido, a substituição de lorde Castlereagh por lorde Wellesley, logo que fosse possível. Castlereagh descobriu a combinação em setembro de 1809. Furioso, desafiou Canning para um duelo, que foi aceito. A disputa ocorreu em 21 de setembro de 1809 e Canning, que nunca havia disparado um tiro de pistola, foi atingido na coxa e perdeu. Face aos conflictos o rei re-formou então governo, agora chefiado por Spencer Perceval, nenhum dos duelistas tendo cargo governamental.